# Szereg Fouriera
Szereg Fouriera – szereg pozwalający rozłożyć funkcję okresową lub nieokresową, spełniającą warunki Dirichleta, na sumę funkcji trygonometrycznych. Szeregi Fouriera zostały wprowadzone w 1807 roku przez Josepha Fouriera w celu rozwiązania równania przewodnictwa ciepła dla metalowej płyty. Równanie to jest równaniem różniczkowym cząstkowym i nie da się go rozwiązać bezpośrednio dla większości funkcji; jednak rozkładając funkcję początkową na szereg Fourier łatwo znalazł rozwiązania równania przewodnictwa dla poszczególnych składowych harmonicznych, ponieważ pochodne funkcji trygonometrycznych dają proste wzory, a następnie obliczył rozwiązanie dla funkcji wejściowej, sumując rozwiązania dla jej składowych harmonicznych. W 1829 r. Dirichlet określił ściśle warunki, jakie muszą spełniać funkcje, by szereg Fouriera był do nich zbieżny. 
Szeregi Fouriera są np. ściśle powiązane z transformatą Fouriera, odkrytą przez Fouriera, którą można wykorzystać do znalezienia informacji o częstotliwościach składowych funkcji nieokresowych. 
Od czasów Fouriera odkryto wiele różnych podejść do definiowania i rozumienia szeregu Fouriera. Niektóre z bardziej wydajnych i eleganckich podejść opierają się na pomysłach i narzędziach matematycznych, które nie były dostępne w czasach Fouriera. Fourier pierwotnie zdefiniował szereg Fouriera dla funkcji argumentów rzeczywistych o wartościach rzeczywistych i użył funkcji sinus i cosinus w dekompozycji. Od tego czasu zdefiniowano wiele innych transformacji, rozszerzając jego początkowy pomysł na wiele zastosowań i tworząc dział matematyki zwany analizą Fourierowską. 
Metoda Fouriera doprowadziła do przewrotu w matematyce i zainicjowała powstanie wielu nowych teorii. Dziś szeregi Fouriera mają wielkie znaczenie między innymi w fizyce, teorii drgań oraz przetwarzaniu sygnałów obrazu (kompresja jpeg) i dźwięku (kompresja mp3).

## Definicje szeregu Fouriera

### Definicja za pomocą funkcji sin i cos[1]
Niech dana będzie funkcja okresowa {\displaystyle f\colon \mathbb {R} \to \mathbb {R} } o okresie {\displaystyle T>0,} bezwzględnie całkowalna w przedziale {\displaystyle \left[{\tfrac {-T}{2}},{\tfrac {T}{2}}\right]}. Trygonometrycznym szeregiem Fouriera funkcji {\displaystyle f} nazywamy szereg funkcyjny postaci
|  |  | {\displaystyle S(x)={\frac {a_{0}}{2}}+\sum _{n=1}^{\infty }\left[a_{n}\cos \left({\frac {2\pi }{T}}\,nx\right)+b_{n}\sin \left({\frac {2\pi }{T}}\,nx\right)\right]} |  | (1.1) |

o współczynnikach określonych wzorami:
|  |  | {\displaystyle a_{n}={\frac {2}{T}}\int \limits _{-T/2}^{T/2}f(x)\cos \left({\frac {2\pi }{T}}\,nx\right)dx,\quad n=0,1,2,\dots ,} |  | (1.2) |

|  |  | {\displaystyle b_{n}={\frac {2}{T}}\int \limits _{-T/2}^{T/2}f(x)\sin \left({\frac {2\pi }{T}}\,nx\right)dx,\quad n=1,2,3,\dots } |  | (1.3) |

Powyższe wzory po raz pierwszy opublikował Jeana-Baptiste Joseph Fourier. Niemniej jednak po raz pierwszy wyprowadził je Leonhard Euler (prac na ten temat nie opublikował). Wzory te noszą nazwę wzorów Eulera-Fouriera.
Wprowadzając dla uproszczenia oznaczenie {\displaystyle \omega ={\frac {2\pi }{T}}} w powyższych wzorach, gdzie {\displaystyle \omega } to tzw. pulsacja lub częstość kołowa, otrzymamy:
|  |  | {\displaystyle S(x)={\frac {a_{0}}{2}}+\sum _{n=1}^{\infty }\left[a_{n}\cos \left(n\omega x\right)+b_{n}\sin \left(n\omega x\right)\right],} |  | (1.1a) |

|  |  | {\displaystyle a_{n}={\frac {2}{T}}\int \limits _{-T/2}^{T/2}f(x)\cos \left(n\omega x\right)dx,\quad n=0,1,2,\dots ,} |  | (1.2a) |

|  |  | {\displaystyle b_{n}={\frac {2}{T}}\int \limits _{-T/2}^{T/2}f(x)\sin \left(n\omega x\right)dx,\quad n=1,2,3,\dots } |  | (1.3a) |

### Definicja za pomocą funkcji zespolonych[5]
Niech dana będzie funkcja okresowa {\displaystyle f\colon \mathbb {R} \to \mathbb {R} } o okresie {\displaystyle T>0} bezwzględnie całkowalna w przedziale {\displaystyle \left[-{\tfrac {T}{2}},{\tfrac {T}{2}}\right]}. Zespolonym szeregiem Fouriera funkcji {\displaystyle f} nazywamy szereg funkcyjny 
{\displaystyle S(x)=\sum _{n=-\infty }^{\infty }c_{n}e^{in\omega x}}
gdzie
{\displaystyle c_{n}={\tfrac {1}{T}}\int \limits _{-T/2}^{T/2}f(x)e^{-in\omega x}dx}

### Związek między współczynnikami rozwinięcia trygonometrycznego i zespolonego
{\displaystyle c_{n}=\left\{{\begin{aligned}&{\tfrac {1}{2}}(a_{n}-ib_{n})&&{\text{gdy}}~~n>0\\&{\tfrac {1}{2}}a_{0}&&{\text{gdy}}~~n=0\\&{\tfrac {1}{2}}(a_{-n}+ib_{-n})&&{\text{gdy}}~~n<0\end{aligned}}\right.}

## Obliczanie szeregu Fouriera funkcji nieciągłej. Twierdzenie Dirichleta
Rozważmy funkcję piłokształtną:
{\displaystyle \left\{{\begin{aligned}&s(x)={\tfrac {x}{\pi }}\,&&-\pi <x<\pi \,,\\&s(x+2\pi k)=s(x),&&-\pi <x<\pi ,k=0,\pm 1,\pm 2,\dots \end{aligned}}\right.}

Wykres funkcji piłokształtnej, która składa się z powtórzeń funkcji określonej na przedziale.

Animacja pięciu kolejnych wyrazów szeregu Fouriera aproksymującego funkcję piłokształtną

Obliczając jej współczynniki szeregu Fouriera otrzymamy:
{\displaystyle a_{n}={\frac {1}{\pi }}\int _{-\pi }^{\pi }s(x)\cos(nx)\,dx=0,\quad n\geqslant 0}
{\displaystyle b_{n}={\frac {1}{\pi }}\int _{-\pi }^{\pi }s(x)\sin(nx)\,dx,\quad n\geqslant 1}
{\displaystyle b_{n}=-{\frac {2}{\pi n}}\cos(n\pi )+{\frac {2}{\pi ^{2}n^{2}}}\sin(n\pi )}
i ostatecznie
{\displaystyle b_{n}={\frac {2\,(-1)^{n+1}}{\pi n}},n\geqslant 1}
Można pokazać, że szereg Fouriera zbiega do funkcji {\displaystyle s(x)} we wszystkich punktach {\displaystyle x}, w których funkcja {\displaystyle s} jest ciągła, tj.

Wykres funkcji signum, w punkcie x=0 nieciągłej w sposób odosobniony, nieusuwalny i pierwszego rodzaju (zwyczajny).

{\displaystyle {\begin{aligned}S(x)&={\frac {a_{0}}{2}}+\sum _{n=1}^{\infty }\left[a_{n}\cos \left(nx\right)+b_{n}\sin \left(nx\right)\right]\\[4pt]&={\frac {2}{\pi }}\sum _{n=1}^{\infty }{\frac {(-1)^{n+1}}{n}}\sin(nx),\quad \mathrm {dla} \ x\neq \pm \pi ,\pm 3\pi ,\pm 5\pi ,\dots \end{aligned}}}
Dla {\displaystyle x=\pi } (i ogólnie dla {\displaystyle x=\pm \pi ,\pm 3\pi ,\pm 5\pi ,\dots }) szereg Fouriera zbiega do wartości 0. Wartość ta jest równa połowie sumy wartości granic lewo- i prawostronnych funkcji {\displaystyle s(x)} w punkcie {\displaystyle x=\pi }. W punkcie {\displaystyle x=\pi } funkcja nie została zdefiniowana. Jeżeli więc chcielibyśmy, by szereg był zbieżny do funkcji {\displaystyle s(x)} w tym punkcie (i ogólnie dla {\displaystyle x=\pm \pi ,\pm 3\pi ,\pm 5\pi ,\dots }), to należałoby uzupełnić jej definicję przyjmując:
{\displaystyle \left\{{\begin{aligned}&s(x)={\tfrac {x}{\pi }}\,&&-\pi <x<\pi \,,\\&s(x+2\pi k)=s(x),&&-\pi <x<\pi ,k=0,\pm 1,\pm 2,\dots \\&s(x)=0,&&x=\pm \pi ,\pm 3\pi ,\pm 5\pi ,\dots \end{aligned}}\right.}
Wniosek ten jest zawarty w twierdzeniu Dirichleta, które orzeka, iż
Jeżeli funkcja jest w przedziale {\displaystyle -{\tfrac {T}{2}}<x<{\tfrac {T}{2}}} ograniczona  i  ciągła lub posiada nieciągłości najwyższej  1-go rodzaju (tj. spełniające warunek: w punkcie nieciągłości istnieją granice funkcji lewo- i prawostronna) i w skończonej liczbie, to (1) szereg Fouriera zbiega do funkcji w punktach ciągłości (2) w punktach nieciągłości szereg zbiega do wartości równej połowie sumy granic lewo- i prawostronnej funkcji w tych punktach.
Uwaga 1: Z powyższego przykładu widać, że funkcja rozwijana w szereg Fouriera może nie być zdefiniowana w punktach nieciągłości 1-go rodzaju - brak wartości funkcji w tych punktach nie przeszkadza w obliczaniu współczynników Fouriera {\displaystyle a_{n},b_{n},} ani nie ma wpływu na ich wartość (bowiem wartości całek nie zależą od wartości funkcji na zbiorze miary zero, a takiej miary jest zbiór punktów nieciągłości funkcji).
Uwaga 2: Powyższy przykład prowadzi do rozwiązania tzw. problemu bazylejskiego.

Funkcja nieokresowa o dziedzinie i generowany przez nią szereg Fouriera

## Szereg Fouriera funkcji nieokresowej
Funkcję nieokresową {\displaystyle s(x)}, określoną dla  {\displaystyle x\in [-{\tfrac {L}{2}},{\tfrac {L}{2}}]} można rozwinąć w szereg Fouriera, obliczając współczynnika Fouriera jak dla funkcji okresowej o okresie {\displaystyle T=L}. Szereg Fouriera jest zawsze funkcją okresową, nawet jeśli oryginalna funkcja {\displaystyle s(x)} nią nie jest. Jednak ograniczając się do wartości szeregu dla {\displaystyle x\in [-{\tfrac {L}{2}},{\tfrac {L}{2}}]} otrzymamy rozkład oryginalnej funkcji na szereg Fouriera. 
Funkcja {\displaystyle s(x)} musi przy tym spełniać na przedziale zmienności te same warunki ograniczoności i ciągłości, co funkcja okresowa na przedziale {\displaystyle T=L}.
Uwaga:
Jeżeli funkcja {\displaystyle f(x)} jest okresowa, to rozwinięcia w szereg Fouriera można dokonać na dowolnym przedziale {\displaystyle x\in [-{\tfrac {L}{2}}+x_{0},{\tfrac {L}{2}}+x_{0}]}, gdzie {\displaystyle x_{0}} - dowolne przesunięcie powyższego zakresu; np. dla {\displaystyle x\in [0,L]}. Wtedy wystarczy obliczać całki na współczynniki rozwinięcia w innym zakresie. Analogicznie dotyczy to rozwinięć funkcji nieokresowych na innych przedziałach zmienności zmiennej {\displaystyle x.}

## Dokładność aproksymacji funkcji szeregiem Fouriera. Efekt Gibbsa

### Twierdzenie nt. dokładności aproksymacji
Tw. Przy zastąpieniu funkcji {\displaystyle f(x)} przybliżoną sumą trygonometryczną
{\displaystyle S_{N}(x)={\frac {a_{0}}{2}}+\sum _{n=1}^{N}\,[a_{n}\cos(nx)+b_{n}\sin(nx)]}
średni błąd kwadratowy
{\displaystyle \delta ^{2}={\frac {1}{T}}\int \limits _{-T/2}^{T/2}[f(x)-S_{N}(x)]^{2}dx}
jest najmniejszy, jeżeli za współczynniki {\displaystyle a_{n},b_{n}} przyjmie się współczynniki Fouriera funkcji {\displaystyle f(x)} .

### Przykład

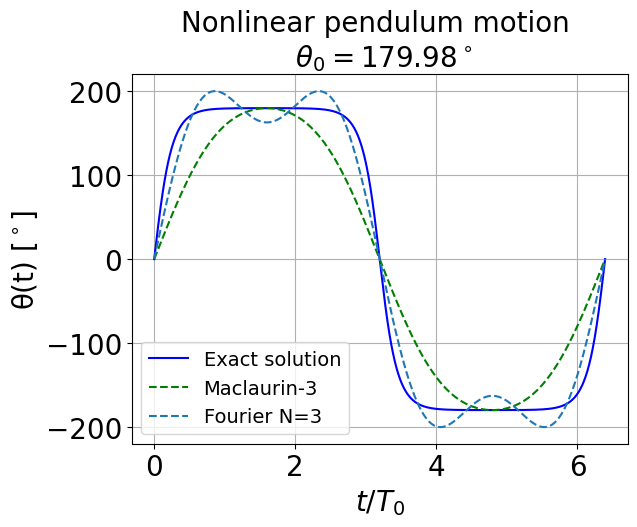
Zależność położenia kątowego wahadła od czasu (drgania silnie nieliniowe; amplituda 179.98°; niebieski) oraz przybliżenie sumą częściową szeregu Fouriera (niebieski przerywany) i rozwiązaniem, w którym człon nieliniowy równania wahadła przybliżono do trzeciego wyrazu szeregu Maclaurina.

Efekt Gibbsa tj. powstawanie oscylacji o dużych amplitudach sum Fouriera w punktach nieciągłości funkcji aproksymowanej (pionowe odcinki wykresu).

Powyższe twierdzenie orzeka, iż spośród wszystkich funkcji, przybliżających daną funkcję za pomocą skończonej kombinacji liniowej funkcji sinusoidalnych i kosinusoidalnych najmniejszy średni błąd kwadratowy uzyska się dla współczynników będących współczynnikami rozwinięcia danej funkcji w szereg Fouriera.  Dla ilustracji pokazano tu przybliżenia funkcji {\displaystyle \theta (t)} (opisującej kat odchylania wahadła matematycznego od pionu) za pomocą dwóch funkcji o identycznych składowych harmonicznych, ale o różnych współczynnikach
(a) przybliżenie sumą częściową {\displaystyle S_{3}} szeregu Fouriera funkcji {\displaystyle \theta (t)}
{\displaystyle S_{3}(t)=b_{1}\cdot \sin(\omega t)+b_{3}\cdot \sin(3\omega t)},
(b) przybliżenie funkcją {\displaystyle \theta (t)_{\text{Maclaurin-3}}}, która jest rozwiązaniem przybliżenia równania nieliniowego ruchu wahadła za pomocą rozwinięcia w szereg Maclaurina członu nieliniowego tego równania:
{\displaystyle \theta (t)_{\text{Maclaurin-3}}={\Big (}\theta _{0}+{\tfrac {\theta _{0}^{3}}{192}}{\Big )}\cdot \sin(\omega t)+{\tfrac {\theta _{0}^{3}}{192}}\cdot \sin(3\omega t),}
gdzie:
- {\displaystyle \theta _{0}} - amplituda drgań wahadła,
- {\displaystyle \omega =2\pi /T}, gdzie  {\displaystyle T(\theta _{0})=4{\sqrt {\tfrac {\ell }{g}}}\,\cdot K(\sin {\tfrac {\theta _{0}}{2}})} - okres drgań wahadła, słuszny dla dowolnych amplitud,
- {\displaystyle K} - całka eliptyczna zupełna pierwszego rodzaju

Z obliczeń średniego błędu kwadratowego otrzymano: 
(a) dla {\displaystyle S_{3}}:  {\displaystyle \delta ^{2}\approx 390}
(a) dla {\displaystyle \theta _{\text{Maclaurin-3}}}:  {\displaystyle \delta ^{2}\approx 2201}

Zwiększenie liczby wyrazów w liczeniu sumy częściowej Fouriera zmniejsza średni błąd kwadratowy; dla {\displaystyle S_{100}} otrzymuje się {\displaystyle \delta ^{2}=4\cdot 10^{-21}\approx 0}. Widać stąd, iż analiza Fouriera stanowi skuteczne narzędzie znajdowania znakomitych aproksymacji rozwiązań równań różniczkowych.

Cztery sumy częściowe szeregu Fouriera zawierające 1, 2, 3 i 4 wyrazy, pokazujące, jak poprawia się przybliżenie funkcji prostokątnej ze wzrostem liczby wyrazów  (tu dokładna animacja)
Cztery sumy częściowe szeregu Fouriera zawierające 1, 2, 3 i 4 wyrazy, pokazujące, jak poprawia się przybliżenie funkcji piłokształtnej ze wzrostem liczby wyrazów (tu dokładna animacja)

### Zależność aproksymacji od liczby wyrazów sumy aproksymującej
Dokładność aproksymacji danej funkcji za pomocą szeregu Fouriera zależy od liczby wyrazów N szeregu - im więcej wyrazów sumy częściowej, tym mniejszy jest średni błąd kwadratowy. Pokazują to poniższe animacje.

### Efekt Gibbsa
Dla funkcji nieciągłych pojawia się tzw. efekt Gibbsa w aproksymacji - w punktach nieciągłości (odcinki skoków pionowych) następują silne odchylenia funkcji aproksymującej od wartości średniej, pomimo że maleje średni błąd kwadratowy aproksymacji danej funkcji za pomocą sum częściowych {\displaystyle S_{N}} szeregu Fouriera wraz ze wzrostem liczby {\displaystyle N} wyrazów sumy aproksymującej. W związku z tym stosuje się różne techniki wygładzania lokalnego funkcji aproksymującej w pobliży punktów nieciągłości.

Funkcja (czerwona) to suma 6 funkcji sinus (niebieskie) i funkcja ich amplitud.

## Widmo czyli amplitudy składowych harmonicznych
Współczynniki szeregu Fouriera {\displaystyle a_{n},b_{n}} reprezentują amplitudy składowych harmonicznych {\displaystyle \cos(n\omega x),\sin(n\omega x)}, jakie zawiera dany sygnał. Zbiór tych współczynników nazywa się widmem danej funkcji. 
Animacja obok pokazuje widmo funkcji, która ma jedynie składowe sinusoidalne widma. 

Dalej pokazano widmo dla ogólnego przypadku.

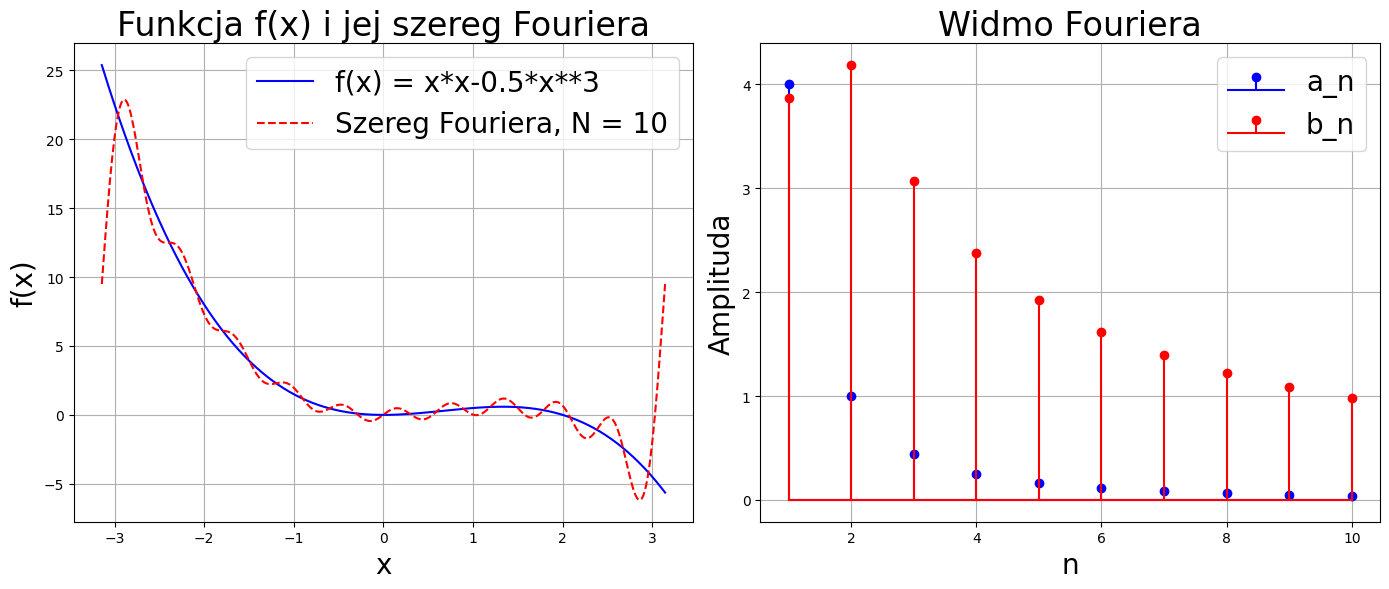
Funkcja, jej funkcja aproksymująca - suma wyrazów szeregu Fouriera oraz widmo czyli zestaw współczynników

## Obliczenia numeryczne szeregu Fouriera
Poniżej podano kod programu w języku Python, który dla danej funkcji {\displaystyle f(x)} liczy współczynniki szeregu Fouriera {\displaystyle a_{n},b_{n}}, oblicza funkcję aproksymującą funkcję wyjściową, rysuje funkcję daną i aproksymującą oraz rysuje widmo składowych harmonicznych, którego wartości są równe wartościom składowych szeregu Fouriera. 
Użytkownik może ustalić:
1. Parametr {\displaystyle L} określający zakres {\displaystyle [-L,L]}, na którym jest zdefiniowana funkcja, taki że {\displaystyle T=2L} (linia 9 kodu)
2. Liczbę {\displaystyle N} wyrazów funkcji aproksymującej (linia nr 10)
3. Definicję funkcji {\displaystyle f(x)} (linia nr 14)
4. Program można testować, korzystając np. z darmowego notatnika colab google online.

```
# JK 2024.08.16 v.1 Program oblicza współczynniki szeregu Fouriera danej funkcji,

# rysuje wykres funkcji i funkcji aproksymujacej, rysuje wykres widma

import
 
numpy
 
as
 
np

import
 
matplotlib.pyplot
 
as
 
plt

from
 
scipy.integrate
 
import
 
quad

# Parametry

L
 
=
 
np
.
pi
  
# Okres (od -L do L)

N
 
=
 
10
     
# Liczba wyrazów w szeregu Fouriera

# Definicja funkcji f(x) = x

def
 
f
(
x
):

    
return
 
x
*
x
-
0.5
*
x
**
3

# Współczynniki a_n i b_n

a0
 
=
 
(
1
 
/
 
L
)
 
*
 
quad
(
f
,
 
-
L
,
 
L
)[
0
]

def
 
a_n
(
n
):

    
integrand
 
=
 
lambda
 
x
:
 
f
(
x
)
 
*
 
np
.
cos
(
n
 
*
 
np
.
pi
 
*
 
x
 
/
 
L
)

    
result
,
 
_
 
=
 
quad
(
integrand
,
 
-
L
,
 
L
)

    
return
 
result
 
/
 
L

def
 
b_n
(
n
):

    
integrand
 
=
 
lambda
 
x
:
 
f
(
x
)
 
*
 
np
.
sin
(
n
 
*
 
np
.
pi
 
*
 
x
 
/
 
L
)

    
result
,
 
_
 
=
 
quad
(
integrand
,
 
-
L
,
 
L
)

    
return
 
result
 
/
 
L

# Funkcja rekonstrukcji z szeregu Fouriera

def
 
fourier_series
(
x
,
 
N
):

    
a0_term
 
=
 
a0
 
/
 
2

    
sum_terms
 
=
 
sum
(
a_n
(
n
)
 
*
 
np
.
cos
(
n
 
*
 
np
.
pi
 
*
 
x
 
/
 
L
)
 
+
 
b_n
(
n
)
 
*
 
np
.
sin
(
n
 
*
 
np
.
pi
 
*
 
x
 
/
 
L
)
 
for
 
n
 
in
 
range
(
1
,
 
N
 
+
 
1
))

    
return
 
a0_term
 
+
 
sum_terms

# Zakres x dla wykresu

x_values
 
=
 
np
.
linspace
(
-
L
,
 
L
,
 
500
)

f_values
 
=
 
f
(
x_values
)

fs_values
 
=
 
[
fourier_series
(
x
,
 
N
)
 
for
 
x
 
in
 
x_values
]

# Obliczanie współczynników dla widma

n_values
 
=
 
np
.
arange
(
1
,
 
N
 
+
 
1
)

a_n_values
 
=
 
np
.
array
([
a_n
(
n
)
 
for
 
n
 
in
 
n_values
])

b_n_values
 
=
 
np
.
array
([
b_n
(
n
)
 
for
 
n
 
in
 
n_values
])

# Wykres funkcji i szeregu Fouriera

plt
.
figure
(
figsize
=
(
14
,
 
6
))

# Wykres funkcji i szeregu Fouriera

plt
.
subplot
(
1
,
 
2
,
 
1
)

plt
.
plot
(
x_values
,
 
f_values
,
 
label
=
"f(x) = x*x-0.5*x**3"
,
 
color
=
"blue"
)

plt
.
plot
(
x_values
,
 
fs_values
,
 
label
=
f
"Szereg Fouriera, N = 
{
N
}
"
,
 
color
=
"red"
,
 
linestyle
=
"--"
)

plt
.
title
(
"Funkcja f(x) i jej szereg Fouriera"
)

plt
.
xlabel
(
"x"
)

plt
.
ylabel
(
"f(x)"
)

plt
.
legend
()

plt
.
grid
(
True
)

# Wykres widma Fouriera

plt
.
subplot
(
1
,
 
2
,
 
2
)

plt
.
stem
(
n_values
,
 
np
.
abs
(
a_n_values
),
 
linefmt
=
'b-'
,
 
markerfmt
=
'bo'
,
 
basefmt
=
'b-'
,
 
label
=
'a_n'
)

plt
.
stem
(
n_values
,
 
np
.
abs
(
b_n_values
),
 
linefmt
=
'r-'
,
 
markerfmt
=
'ro'
,
 
basefmt
=
'r-'
,
 
label
=
'b_n'
)

plt
.
title
(
"Widmo Fouriera"
)

plt
.
xlabel
(
"n"
)

plt
.
ylabel
(
"Amplituda"
)

plt
.
legend
()

plt
.
grid
(
True
)

plt
.
tight_layout
()

plt
.
show
()

```

## Twierdzenia o rozwinięciu funkcji w szereg Fouriera

Aproksymacja funkcji prostokątnej szeregiem Fouriera; N=50. Widoczny efekt Gibbsa w punktach skoków funkcji

Aproksymacja funkcji piłokształtnej szeregiem Fouriera; N=50. Widoczny efekt Gibbsa w punktach skoków funkcji

Aproksymacja funkcji trójkątnej szeregiem Fouriera; N=25. Tu brak efektu Gibbsa, gdyż funkcja nie ma punktów nieciągłości.

Podane tu dwa zasadnicze twierdzenia  dotyczą warunków rozwinięcia za pomocą szeregu Fouriera funkcji okresowej. Zakładamy, że funkcja ma okres {\displaystyle T} i pulsację {\displaystyle \omega ={\tfrac {2\pi }{T}}.} Twierdzenia poprzedzone są lematami, potrzebnymi do ich dowodów.   

### LematI (całki pomocnicze)
- {\displaystyle n} jest liczbą całkowitą

{\displaystyle \int \limits _{-T/2}^{T/2}\cos n\omega x\,dx=\left\{{\begin{aligned}&0&&{\text{gdy}}~~n\neq 0\\&T&&{\text{gdy}}~~n=0\end{aligned}}\right.}
{\displaystyle \int \limits _{-T/2}^{T/2}\sin n\omega x\,dx=0}
- {\displaystyle m,\ n} są liczbami naturalnymi

{\displaystyle \int \limits _{-T/2}^{T/2}\cos n\omega x\cdot \cos m\omega x\,dx=\left\{{\begin{aligned}&0&&{\text{gdy}}~~n\neq m\\&{\tfrac {T}{2}}&&{\text{gdy}}~~n=m\end{aligned}}\right.}
{\displaystyle \int \limits _{-T/2}^{T/2}\sin n\omega x\cdot \sin m\omega x\,dx=\left\{{\begin{aligned}&0&&{\text{gdy}}~~n\neq m\\&{\tfrac {T}{2}}&&{\text{gdy}}~~n=m\end{aligned}}\right.}
{\displaystyle \int \limits _{-T/2}^{T/2}\sin n\omega x\cdot \cos m\omega x\,dx=0}

### Lemat II
{\displaystyle {\frac {1}{2}}+\sum _{n=1}^{N}\cos n\alpha ={\frac {\sin \left(N+{\frac {1}{2}}\right)\alpha }{2\sin {\frac {1}{2}}\alpha }}}

#### Dowód
{\displaystyle {\begin{aligned}&\;{\tfrac {1}{2}}+\sum _{n=1}^{N}\cos n\alpha \\=&\ \Re \left(-{\tfrac {1}{2}}+\sum _{n=0}^{N}e^{in\alpha }\right)\\=&\ \Re \left(-{\tfrac {1}{2}}+{\tfrac {1-e^{i(N+1)\alpha }}{1-e^{i\alpha }}}\right)\\=&-{\tfrac {1}{2}}+{\tfrac {1}{|1-e^{i\alpha }|^{2}}}\Re ((1-e^{i(N+1)\alpha })(1-e^{-i\alpha }))\\=&-{\tfrac {1}{2}}+{\tfrac {1}{(1-\cos \alpha )^{2}+\sin ^{2}\alpha }}\Re (1-e^{-i\alpha }-e^{i(N+1)\alpha }+e^{iN\alpha })\end{aligned}}}
więc mamy (biorąc cześć rzeczywistą i stosując podstawowe wzory trygonometryczne):
{\displaystyle {\begin{aligned}&{\tfrac {1}{2}}+\sum _{n=1}^{N}\cos n\alpha \\=&-{\tfrac {1}{2}}+{\tfrac {1-\cos \alpha -\cos(N+1)\alpha +\cos N\alpha }{2(1-\cos \alpha )}}\\=&\;{\tfrac {\cos N\alpha -\cos(N+1)\alpha }{2(1-\cos \alpha )}}\\=&\;{\tfrac {2\sin \left(N+{\tfrac {1}{2}}\right)\alpha \sin {\tfrac {1}{2}}\alpha }{4\sin ^{2}{\tfrac {1}{2}}\alpha }}\\=&\;{\tfrac {\sin \left(N+{\tfrac {1}{2}}\right)\alpha }{2\sin {\tfrac {1}{2}}\alpha }}\end{aligned}}}
q. e. d.

### Lemat III
Jeżeli {\displaystyle f} jest funkcją ciągłą w przedziale {\displaystyle [a,b]} z wyjątkiem co najwyżej skończonej ilości punktów i bezwzględnie całkowalną w tym przedziale to
{\displaystyle \lim _{n\to \infty }\int \limits _{a}^{b}f(x)\sin nx\,{\text{d}}x=0}

### Twierdzenie (Eulera–Fouriera)
Jeżeli szereg o postaci (1.1) jest jednostajnie zbieżny do funkcji {\displaystyle f} to współczynniki {\displaystyle a_{k},\ b_{k}} wyrażają się wzorami (1.2), (1.3).

#### Dowód
{\displaystyle f(x)={\frac {a_{0}}{2}}+\sum _{k=1}^{\infty }\left(a_{k}\cos k\omega x+b_{k}\sin k\omega x\right)}
Mnożąc powyższą równość przez {\displaystyle \cos n\omega x,} całkując szereg w granicach od {\displaystyle -{\tfrac {T}{2}}} do {\displaystyle {\tfrac {T}{2}}} (uwzględniając zbieżność jednostajną szeregu stosujemy twierdzenie o całkowaniu szeregu wyraz po wyrazie) otrzymujemy:
{\displaystyle \int \limits _{-T/2}^{T/2}f(x)\cos n\omega x\,{\text{d}}x={\frac {a_{0}}{2}}\int \limits _{-T/2}^{T/2}\cos n\omega x\,{\text{d}}x+\sum _{k=1}^{\infty }\left(a_{k}\int \limits _{-T/2}^{T/2}\cos n\omega x\cdot \cos k\omega x\,{\text{d}}x+b_{k}\int \limits _{-T/2}^{T/2}\cos n\omega x\cdot \sin k\omega x{\text{d}}x\right)}
Na mocy lematu I zerują się wszystkie całki po prawej stronie takie że {\displaystyle n\neq k} (gdy {\displaystyle n=0} zeruje się cała suma uogólniona). W związku z tym mamy:
{\displaystyle \int \limits _{-T/2}^{T/2}f(x)\cdot \cos n\omega x\,{\text{d}}x=a_{n}{\tfrac {T}{2}}}
Stąd otrzymujemy wzór (1.2).
Dowód wzoru (1.3) przebiega analogicznie (tym razem mnożymy przez {\displaystyle \sin n\omega x})

### Twierdzenie (o rozwijalności funkcji w szereg Fouriera)
Jeżeli funkcja {\displaystyle f(x)} jest różniczkowalna w punkcie {\displaystyle x_{0},} to jej szereg Fouriera jest zbieżny do wartości funkcji w tym punkcie. 
Innymi słowy: W punktach różniczkowalności funkcję da się rozwinąć w szereg Fouriera.

#### Dowód
Niech {\displaystyle x_{0}} będzie punktem, w którym funkcja {\displaystyle f(x)} jest różniczkowalna; mamy:
{\displaystyle {\begin{aligned}&\;a_{n}\cos n\omega x_{0}+b_{n}\sin n\omega x_{0}\\=&\;{\tfrac {2}{T}}\int \limits _{-T/2}^{T/2}f(x)\,\cos n\omega x\,dx\cos n\omega x_{0}+{\tfrac {2}{T}}\int \limits _{-T/2}^{T/2}f(x)\sin n\omega xdx\sin n\omega x_{0}\\=&\;{\tfrac {2}{T}}\int \limits _{-T/2}^{T/2}f(x)(\cos n\omega x\cos n\omega x_{0}+\sin n\omega x\sin n\omega x_{0})dx\\=&\;{\tfrac {2}{T}}\int \limits _{-T/2}^{T/2}f(x)\cos n\omega (x-x_{0})dx\end{aligned}}}
Suma cząstkowa szeregu Fouriera przedstawia się w następujący sposób:
{\displaystyle {\begin{aligned}S_{N}&={\tfrac {1}{T}}\int \limits _{-T/2}^{T/2}f(x)dx+\sum _{n=1}^{N}{\tfrac {2}{T}}\int \limits _{-T/2}^{T/2}f(x)\cos n\omega (x-x_{0})dx\\&={\tfrac {2}{T}}\int \limits _{-T/2}^{T/2}f(x)\left({\tfrac {1}{2}}+\sum _{n=1}^{N}\cos n\omega (x-x_{0})\right)dx\end{aligned}}}
Stosując do tego wyrażenia lemat II, otrzymujemy następujący wzór:
{\displaystyle S_{N}={\tfrac {2}{T}}\int \limits _{-T/2}^{T/2}f(x){\tfrac {\sin \omega \left(N+{\tfrac {1}{2}}\right)(x-x_{0})}{2\sin \omega {\frac {1}{2}}(x-x_{0})}}dx}
Funkcja podcałkowa w powyższym wzorze jest funkcją o okresie T, możemy więc dokonać przesunięcia w dziedzinie i otrzymujemy:
{\displaystyle S_{N}={\tfrac {2}{T}}\int \limits _{-T/2}^{T/2}f(x+x_{0}){\tfrac {\sin \omega \left(N+{\frac {1}{2}}\right)x}{2\sin \omega {\frac {1}{2}}x}}dx}
Funkcja tożsamościowo równa 1 na całym zbiorze liczb rzeczywistych jest rozwijalna w szereg Fouriera w każdym punkcie, kładąc {\displaystyle f(x)=1,} mamy:
{\displaystyle 1={\tfrac {2}{T}}\int \limits _{-T/2}^{T/2}{\tfrac {\sin \omega \left(N+{\frac {1}{2}}\right)x}{2\sin \omega {\frac {1}{2}}x}}dx}
Mnożąc powyższą równość przez {\displaystyle f(x_{0})} i odejmując obustronnie od równania przedstawiającego sumę cząstkową szeregu, otrzymujemy:
|  |  | {\displaystyle S_{N}-f(x_{0})={\frac {2}{T}}\int \limits _{-{\frac {T}{2}}}^{\frac {T}{2}}(f(x+x_{0})-f(x_{0})){\frac {\sin \omega \left(N+{\frac {1}{2}}\right)x}{2\sin \omega {\frac {1}{2}}x}}dx.} |  | (2) |

Rozważmy następującą granicę:
{\displaystyle \lim _{x\to 0}{\tfrac {f(x+x_{0})-f(x_{0})}{2\sin \omega {\tfrac {1}{2}}x}}=\lim _{x\to 0}{\tfrac {f(x+x_{0})-f(x_{0})}{x}}{\tfrac {x}{2\sin \omega {\tfrac {1}{2}}x}}={\tfrac {f'(x_{0})}{\omega }}}
przy obliczaniu której korzystamy z różniczkowalności funkcji f(x) w punkcie {\displaystyle x_{0}.}
Możemy określić następującą funkcję:
{\displaystyle \phi (x)=\left\{{\begin{aligned}&{\tfrac {f(x+x_{0})-f(x_{0})}{2\sin \omega {\tfrac {1}{2}}x}}&&{\text{gdy}}~~x\neq 0\\&{\tfrac {f'(x_{0})}{\omega }}&&{\text{gdy}}~~x=0\end{aligned}}\right.}
Mając na uwadze fakt, iż zmiana skończonej ilości wartości funkcji podcałkowej nie wpływa na wartość całki, wzór (2) możemy zapisać w postaci:
{\displaystyle S_{N}-f(x_{0})={\tfrac {2}{T}}\int \limits _{-T/2}^{T/2}\phi (x)\sin \omega \left(N+{\tfrac {1}{2}}\right)xdx}
Funkcja podcałkowa spełnia założenia lematu Riemanna, tak więc:
{\displaystyle \lim _{N\to \infty }(S_{N}-f(x_{0}))=\lim _{N\to \infty }{\tfrac {2}{T}}\int \limits _{-T/2}^{T/2}\phi (x)\sin \omega \left(N+{\tfrac {1}{2}}\right)xdx=0}
czyli:
{\displaystyle \lim _{N\to \infty }S_{N}=f(x_{0}).}
q. e. d.

## Przestrzeń Hilberta a szereg Fouriera

### Baza zespolona szeregu Fouriera
Uwaga: W poniższych rozważaniach przyjęto, iż szereg Fouriera jest funkcją o okresie {\displaystyle T=2\pi }. W przypadku {\displaystyle T\neq 2\pi } wszystkie własności pozostają nadal prawdziwe, gdyż wystarczy przeskalować daną funkcję do funkcji o okresie {\displaystyle 2\pi }.
Zbiór funkcji {\displaystyle \left\{e_{n}=e^{inx}:n\in \mathbb {Z} \right\}} tworzy bazę ortonormalną przestrzeni funkcji całkowalnych w kwadracie {\displaystyle L^{2}([-\pi ,\pi ])} na przedziale {\displaystyle [-\pi ,\pi ]}, w której iloczyn skalarny {\displaystyle \langle f|\,g\rangle } dwóch jej elementów {\displaystyle f} oraz {\displaystyle g} ma postać całkową:
{\displaystyle \langle f|\,g\rangle ={\frac {1}{2\pi }}\int _{-\pi }^{\pi }f(x)g^{*}(x)\,dx,}
gdzie {\displaystyle g^{*}(x)} oznacza sprzężenie zespolone funkcji gdyż 
{\displaystyle \int _{-\pi }^{\pi }e^{inx}\cdot e^{imx}\,dx={\begin{cases}2\pi ,&{\text{jeśli }}n=-m\\0,&{\text{jeśli }}n\neq -m\end{cases}}}
Przestrzeń funkcyjna z tak zdefiniowanym iloczynem skalarnym jest nazywana przestrzenią Hilberta. Każdą funkcję {\displaystyle f} tej przestrzeni można rozłożyć w jej bazie ortonormalnej w postaci szeregu
{\displaystyle f=\sum _{n=-\infty }^{\infty }\langle f|e_{n}\rangle \,e_{n}}
Powyższy szereg przedstawia de facto szereg Fouriera funkcji {\displaystyle f} w jego zespolonym sformułowaniu, gdzie zamiast funkcji bazowych {\displaystyle \sin(nx)} oraz {\displaystyle \cos(nx)} mamy funkcje zespolone {\displaystyle e_{n}=e^{inx}:n\in \mathbb {Z} }.

### Baza ortogonalna z funkcji sin i cos szeregu Fouriera

Funkcje wraz z funkcją stałą tworzą bazę ortogonalną przestrzeni Hilberta, gdyż: (1) całki z iloczynów zawsze są równe zero (obszary zielone i czerwone są równe i znoszą się), (2) całki z iloczynów oraz są niezerowe, równe, tylko gdy. Funkcje te tworzyłyby układ ortonormalny, gdyby całki te były równe 1, co można uzyskać mnożąc każdą funkcję sin i cos przez.

Jako bazę ortogonalną w przestrzeni funkcji całkowalnych w kwadracie {\displaystyle L^{2}([-\pi ,\pi ])} na przedziale {\displaystyle [-\pi ,\pi ]} można także wybrać funkcję stałą {\displaystyle f_{0}(x)=1} oraz funkcje {\displaystyle \sin(mx),\cos(nx)}, dla {\displaystyle m,n=1,2,\dots }Analogicznie więc, jak dla bazy zespolonej, także szereg Fouriera z funkcjami sinus oraz cosinus przedstawia rozkład danej funkcji w bazie przestrzeni Hilberta.
Ortogonalność funkcji  {\displaystyle \sin(nx)} oraz {\displaystyle \cos(nx)} wraz z funkcją stałą {\displaystyle f_{0}(x)=\cos(0x)=1} wynika z poniższych całek: 
{\displaystyle \int _{-\pi }^{\pi }\cos(mx)\,\cos(nx)\,dx=\pi \delta _{mn},\quad m,n\geqslant 1}{\displaystyle \int _{-\pi }^{\pi }\sin(mx)\,\sin(nx)\,dx=\pi \delta _{mn},\quad m,n\geqslant 1}
{\displaystyle \int _{-\pi }^{\pi }\cos(mx)\,\sin(nx)\,dx=0}
gdzie {\displaystyle \delta _{mn}=0} gdy {\displaystyle m\neq n},  {\displaystyle \delta _{mn}=1} gdy {\displaystyle m=n} (tj. {\displaystyle \delta _{mn}} oznacza symbol Kroneckera)

## Tabela popularnych szeregów Fouriera
W tabeli zestawiono popularne funkcje okresowe i ich współczynniki szeregu Fouriera
- {\displaystyle s(x)} oznacza funkcję okresową o okresie {\displaystyle P}
- {\displaystyle a_{0},a_{n},b_{n}} oznaczają współczynniki szeregu Fouriera w formie trygonometrycznej (sin-cos) dla funkcji okresowych {\displaystyle s(x)}.

| Funkcja oryginalna {\displaystyle s(x)} | Wykres funkcji | Współczynniki szeregu Fouriera w postaci trygonometrycznej {\displaystyle {\begin{aligned}&a_{0}\\&a_{n}\quad {\text{for }}n\geqslant 1\\&b_{n}\quad {\text{for }}n\geqslant 1\end{aligned}}}                                                                                        | Uwagi                                   |
| --- | -------------- | --- | --------------------------------------- |
| {\displaystyle s(x)=A\left\|\sin \left({\frac {2\pi }{P}}x\right)\right\|\quad {\text{dla }}0\leqslant x<P}                                                        |                | {\displaystyle {\begin{aligned}a_{0}=&{\frac {2A}{\pi }}\\a_{n}=&{\begin{cases}{\frac {-4A}{\pi }}{\frac {1}{n^{2}-1}}&\quad n{\text{ parzyste}}\\0&\quad n{\text{ nieparzyste }}\end{cases}}\\b_{n}=&0\\\end{aligned}}}                                                             | wartość bezwzględna funkcji sinus       |
| {\displaystyle s(x)={\begin{cases}A\sin \left({\frac {2\pi }{P}}x\right)&\quad {\text{dla }}0\leqslant x<P/2\\0&\quad {\text{dla }}P/2\leqslant x<P\\\end{cases}}} |                | {\displaystyle {\begin{aligned}a_{0}=&{\frac {A}{\pi }}\\a_{n}=&{\begin{cases}{\frac {-2A}{\pi }}{\frac {1}{n^{2}-1}}&\quad n{\text{ parzyste}}\\0&\quad n{\text{ nieparzyste}}\end{cases}}\\b_{n}=&{\begin{cases}{\frac {A}{2}}&\quad n=1\\0&\quad n>1\end{cases}}\\\end{aligned}}} | Funkcja sinus połówkowo filtrowana      |
| {\displaystyle s(x)={\begin{cases}A&\quad {\text{dla }}0\leqslant x<D\cdot P\\0&\quad {\text{dla }}D\cdot P\leqslant x<P\\\end{cases}}}                            |                | {\displaystyle {\begin{aligned}a_{0}=&AD\\a_{n}=&{\frac {A}{n\pi }}\sin \left(2\pi nD\right)\\b_{n}=&{\frac {2A}{n\pi }}\left(\sin \left(\pi nD\right)\right)^{2}\\\end{aligned}}}                                                                                                   | {\displaystyle 0\leqslant D\leqslant 1} |
| {\displaystyle s(x)={\frac {Ax}{P}}\quad {\text{dla }}0\leqslant x<P}                                                                                              |                | {\displaystyle {\begin{aligned}a_{0}=&{\frac {A}{2}}\\a_{n}=&0\\b_{n}=&{\frac {-A}{n\pi }}\\\end{aligned}}} |                                         |
| {\displaystyle s(x)=A-{\frac {Ax}{P}}\quad {\text{dla }}0\leqslant x<P}                                                                                            |                | {\displaystyle {\begin{aligned}a_{0}=&{\frac {A}{2}}\\a_{n}=&0\\b_{n}=&{\frac {A}{n\pi }}\\\end{aligned}}} |                                         |
| {\displaystyle s(x)={\frac {4A}{P^{2}}}\left(x-{\frac {P}{2}}\right)^{2}\quad {\text{dla }}0\leqslant x<P}                                                         |                | {\displaystyle {\begin{aligned}a_{0}=&{\frac {A}{3}}\\a_{n}=&{\frac {4A}{\pi ^{2}n^{2}}}\\b_{n}=&0\\\end{aligned}}} |                                         |

## Tabela podstawowych własności
Tabela zestawia operacje matematyczne wykonywane na danych funkcjach i wpływ tych operacji na współczynniki szeregów Fouriera oraz wpływ operacji wykonywanych na współczynnikach Fouriera i ich wpływ na dane funkcje. Notacja:
- Sprzężenie zespolone jest oznaczane gwiazdką.
- {\displaystyle s(x),r(x)} oznaczają {\displaystyle T}-okresowe funkcje lub funkcje nieokresowe, zdefiniowane tylko dla {\displaystyle x\in [0,T].}
- {\displaystyle S[n],R[n]} oznaczają współczynniki szeregów Fouriera w postaci zespolonej odpowiednio dla funkcji {\displaystyle s(x)} oraz {\displaystyle r(x).}

| Własności                                                                       | Dziedzina funkcji                                       | Dziedzina częstotliwości (dla postaci zespolonej szeregu) | Uwagi                                 |
| ------------------------------------------------------------------------------- | ------------------------------------------------------- | --------------------------------------------------------- | ------------------------------------- |
| Liniowość                                                                       | {\displaystyle a\cdot s(x)+b\cdot r(x)}                 | {\displaystyle a\cdot S[n]+b\cdot R[n]}                   | {\displaystyle a,b\in \mathbb {C} }   |
| Odwrócenie czasu / Odwrócenie częstotliwości                                    | {\displaystyle s(-x)}                                   | {\displaystyle S[-n]}                                     |                                       |
| Sprzężenie w dziedzinie czasu                                                   | {\displaystyle s^{*}(x)}                                | {\displaystyle S^{*}[-n]}                                 |                                       |
| Odwrócenie w dziedzinie czasu i sprzężenie                                      | {\displaystyle s^{*}(-x)}                               | {\displaystyle S^{*}[n]}                                  |                                       |
| Obliczanie części rzeczywistej funkcji                                          | {\displaystyle \operatorname {Re} {(s(x))}}             | {\displaystyle {\frac {1}{2}}(S[n]+S^{*}[-n])}            |                                       |
| Obliczanie części urojonej funkcji                                              | {\displaystyle \operatorname {Im} {(s(x))}}             | {\displaystyle {\frac {1}{2i}}(S[n]-S^{*}[-n])}           |                                       |
| Obliczanie części rzeczywistej współczynnika częstotliwości                     | {\displaystyle {\frac {1}{2}}(s(x)+s^{*}(-x))}          | {\displaystyle \operatorname {Re} {(S[n])}}               |                                       |
| Obliczanie części urojonej współczynnika częstotliwości                         | {\displaystyle {\frac {1}{2i}}(s(x)-s^{*}(-x))}         | {\displaystyle \operatorname {Im} {(S[n])}}               |                                       |
| Przesunięcie w czasie w danej funkcji / modulacja współczynników częstotliwości | {\displaystyle s(x-x_{0})}                              | {\displaystyle S[n]\cdot e^{-i2\pi {\tfrac {x_{0}}{P}}n}} | {\displaystyle x_{0}\in \mathbb {R} } |
| Przesunięcie współczynników częstotliwości / modulacja danej funkcji            | {\displaystyle s(x)\cdot e^{i2\pi {\frac {n_{0}}{P}}x}} | {\displaystyle S[n-n_{0}]\!}                              | {\displaystyle n_{0}\in \mathbb {Z} } |

## Szereg Fouriera funkcji 2 zmiennych
Szereg Fouriera dla funkcji dwóch zmiennych {\displaystyle x} oraz {\displaystyle y} określonych w dziedzinie {\displaystyle [-\pi ,\pi ]\times [-\pi ,\pi ]} w formie zespolonej ma postać:
{\displaystyle f(x,y)=\sum _{m\in \mathbb {Z} }\sum _{n\in \mathbb {Z} }c_{mn}e^{i\,mx}e^{i\,ny}\,,}
gdzie współczynniki rozwinięcia dane są wzorem
{\displaystyle c_{mn}={\frac {1}{4\pi ^{2}}}\int _{-\pi }^{\pi }\int _{-\pi }^{\pi }f(x,y)\,e^{-i\,mx}e^{-i\,ny}\,dx\,dy}